# Cobelodus
Cobelodus is een geslacht van uitgestorven haaien, dat voorkwam in het Vroeg-Perm (Asselien – Artinskien, 300 – 280 miljoen jaar geleden). Fossielen zijn gevonden in de Verenigde Staten in Illinois en Iowa en in Rusland in het gebied ten noorden van de Kaspische Zee. De naam van het geslacht werd in 1973 gepubliceerd door Rainer Zangerl en was gebaseerd op Styptobasis aculeata Cope, 1894, die in het noorden van de Verenigde Staten werd gevonden. In 2005 benoemde Ivanov een nieuwe soort in het geslacht, Cobelodus obliquus, waarvan resten in de Oeral werden gevonden.

## Beschrijving
Cobelodus onderscheidde zich sterk van moderne haaien in de bouw van het lichaam. De kop was plat en had grote oogkassen. De onderkaak stak iets verder uit dan de bovenkaak, een kenmerk dat ook bij de verwante soorten van het geslacht Symmorium voorkomt.
Cobelodus had twee paar vinnen aan de buikzijde, waarvan bij het voorste paar de achterste vinstraal sterk verlengd was. Het is een kenmerk dat vaker bij primitieve haaien wordt aangetroffen, echter niet bij hedendaagse soorten. Het achterste paar vinnen was bij Cobelodus en verwanten ongebruikelijk groot en heeft mogelijk een rol gespeeld in de voortbeweging.
Cobelodus had slechts één rugvin, die ver naar achteren geplaatst was. Bij soorten van de verwante familie Stethacanthidae hadden de mannetjes twee rugvinnen, waarvan de voorste de vorm van een strijkijzer had. Van deze familie zijn alleen mannelijke individuen gevonden en sommigen zijn er daarom van overtuigd dat Cobelodus en verwanten met gelijkende kenmerken, zoals Symmorium of Denaea, de vrouwtjes van leden van de Stethacanthidae zijn. Ook mannetjes van de Falcatidae (eveneens een verwante familie) hadden een vervormde voorste rugvin, dit keer omgebogen naar voren. Bij deze familie zijn wel vrouwelijke individuen gevonden, die deze voorste rugvin missen.

## Levenswijze
Cobelodus had grote ogen. Dat hangt vaak samen met een leven in een donkere omgeving, zoals diep water. De dieren zouden daar op kreeftachtigen en pijlinktvissen gejaagd kunnen hebben.

## Classificatie
Cobelodus is een geslacht in de familie Symmoriidae. Andere leden van deze familie zijn Symmorium en Denaea. De Symmoriidae zijn een familie uit de orde Symmoriiformes, waartoe ook de families Falcatidae en Stethacanthidae behoren. Zoals boven beschreven is het onderscheid tussen de mannetjes en vrouwtjes nogal onduidelijk, wat tot gevolg heeft dat er nog onduidelijkheid is over de classificatie van de soorten binnen de Symmoriiformes.